# 韦尔特斯堡
韦尔特斯堡是德国莱茵兰-普法尔茨州的一个市镇。总面积2.66平方公里，总人口276人，其中男性144人，女性132人（2011年12月31日），人口密度104人/平方公里。